# آردمان أنيمشنز
أردمن أنيمشنز المحدودة (والمعروفة أيضا باسم استوديوهات أردمن) أو اختصارًا باسم أردمن، هي استوديو للرسوم المتحركة بريطاني. مقر الاستوديو في بريستول. اشتهر استوديو أردمن بالأفلام المنتجة باستخدام تقنية إيقاف الحركة والصلصال في الرسوم المتحركة، وخاصة تلك الأفلام التي تواجد فيها شخصيات منمذجة باستخدام البلاستيسين مثل والاس وغروميت. بعد عمل بعض أفلام الرسوم المتحركة القصيرة التجريدية  في أواخر التسعينات الميلادية، بدايةً مع أوزات (1997 ميلادية), دخل الاستوديو في سوق الرسوم المتحركة الحاسوبية مع فلم التدفق البعيد (2006). استطاعات أفلام أردمن من جني مايقارب 973.2 مليون دولار وما معدله 163 مليون دولار لكل فيلم. كل أفلام إيقاف الحركة التي أنتجها هذا الإستوديو تعد من بين الأعلى ايراداتاً  فيما كان فيلم هروب الدجاج أعلى فيلم دخلاً للشركة على الإطلاق وكذلك يعد الفيلم نفسه الأعلى ايرادات في تاريخ أفلام إيقاف الحركة.

## التاريخ

### 1972-1996

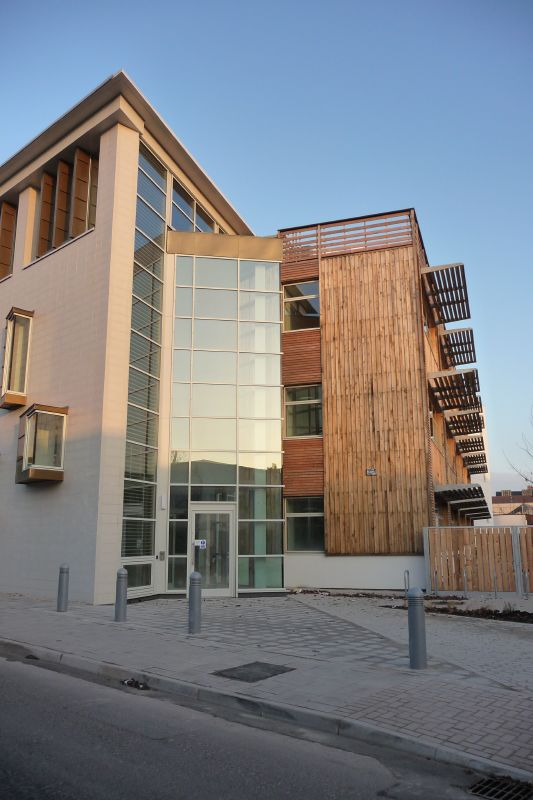
المقر الرئيسي في بريستول لأردمن للرسوم المتحركة.

تأسست أردمن في 1972 بميزانية منخفضة من قبل بيتر لورد و ديفيد سبروكستون، والذين كانا يريدان تحقيق حلمهما في إنتاج فيلم رسوم متحركة. 

### 1997-2006
في كانون الأول / ديسمبر 1997 ميلادية أعلن كل من أردمن ودريم وركس (في وقت لاحق دريم وركس للرسوم المتحركة) عن مشاركتهم في تمويل وتوزيع فيلم هروب الدجاج, وهو أول فيلم طويل لأردمن والذي كان فعلياً في مرحلة ما قبل الإنتاج لمدة عام. في 27 تشرين الأول / أكتوبر 1999 ميلادية وقع أردمن ودريم صفقة تقدر بـ 250$ مليون دولار  لإنتاج لأربعة أفلام أخرى يتم إنجازها خلال السنوات ال 12 المقبلة. مع الصفقة كما أعلن المشروع الأول بعنوان السلحفاة والأرنب. المقصود أن يكون على أساس ايسوب's الخرافة وإخراج ريتشارد Goleszowski, تم وضعه في الانتظار عامين بسبب مشاكل في النص. في 23 حزيران / يونيه 2000، تشغيل الدجاج صدر كبير النجاح النقدي والمالي. في عام 2005 بعد عشر سنوات من الغياب، والاس وغروميت عاد في جائزة الأوسكار-الفوز والاس وغروميت: لعنة الأرنب المستذئب. العام المقبل تليها مسح بعيدا, أردمن الأولى الرسوم المتحركة الكمبيوتر الميزة.
في 1 تشرين الأول / أكتوبر 2006 ميلادية، وقبل إصدارفيلم التدفق البعيد، ذكرت صحيفة  "نيويورك تايمز" أنه وبسبب الاختلافات الإبداعية بين دريم وركس للرسوم المتحركة وأردمن لن يتم تمديد العقد بينهما تم إنهاء الاتفاق رسمياً في 30 كانون الثاني / يناير 2007 ميلادية. وفقا لمتحدث من استوديو أردمن «نموذج الأعمال التجارية من دريم لم يعد يناسب أردمن والعكس صحيح. ولكن الانفصال تم بطريقة ودية للغاية»

### 2007–الوقت الحالي
قبل احتفال أردمن بالذكرى الأربعين، قامت بي بي سي بإنتاج وثائقي تلفزيوني مدته ساعة واحدة  بعنوان الليلة العظيمة: قصة أردمن وكان أول بث لهذا الوثائقي في كانون الأول / ديسمبر 2015 ميلادية. قام بالرواية الصوتية  جولي والترز. اشتمل الوثائقي المتطلع للوراء على تعليقات من قبل مؤسسي الشركة وموظفيها، فضلا عن العديد من الزملاء من بينهم تيري غيليام، جون لاسيتر، مات غرونينغ.

## روابط خارجية
- آردمان أنيمشنز على موقع IMDb (الإنجليزية)